# Jamie Johnson (serie di romanzi)
Jamie Johnson è una serie di romanzi per ragazzi scritti dallo scrittore Dan Freedman. La serie narra le vicende di Jamie Johnson, dodicenne con il sogno di diventare un grande e famoso calciatore.
Ispirata al ciclo di romanzi è stata tratta la serie televisiva Jamie Johnson.

## Romanzi

### Serie principale
- The Kick Off (2007)
- Shoot to Win (2008)
- Golden Goal (2009)
- Man of the Match (2010)
- World Class (2011)
- Final Whistle (2012)

### Romanzi prequel
- Skills from Brazil (2014)
- Born to Play (2016) - prequel appositamente scritto per la serie televisiva